# پارک لو لاین

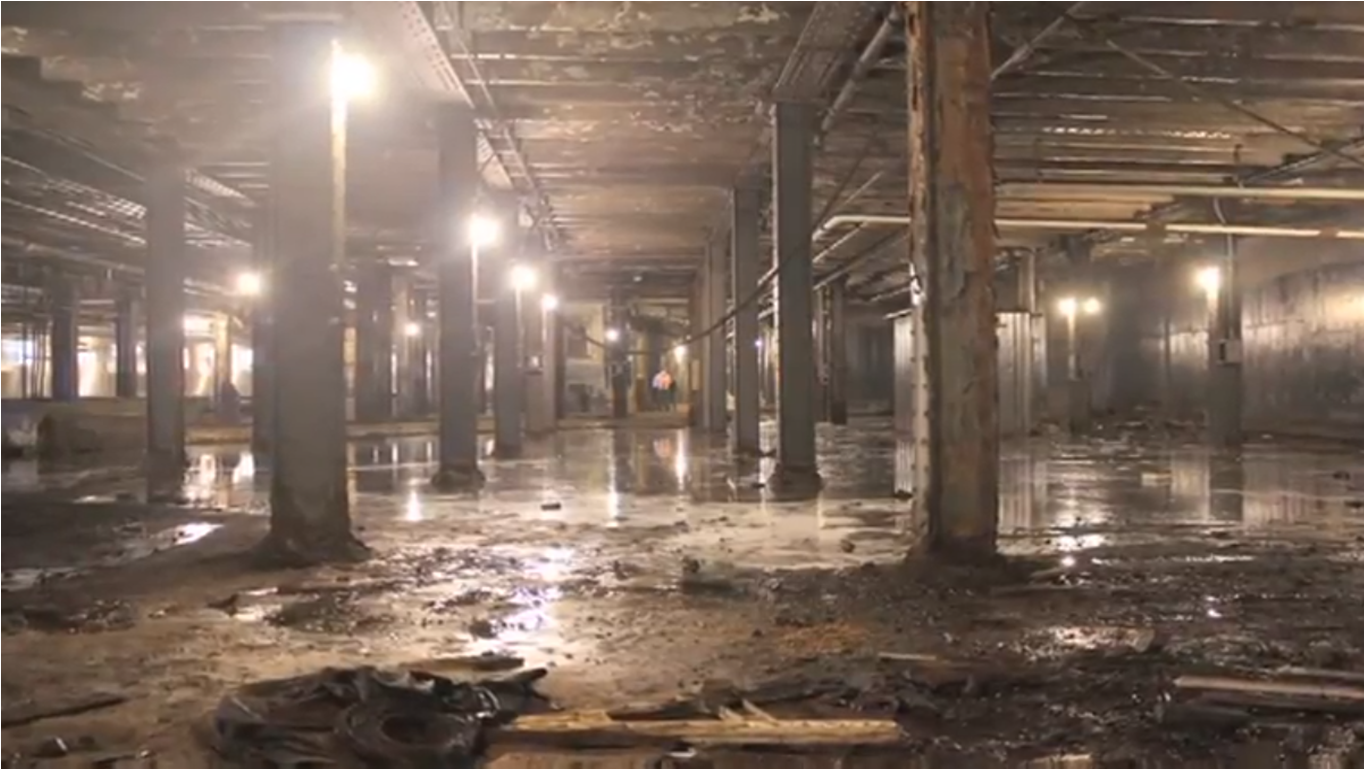
پایانه محل احداث پارک.

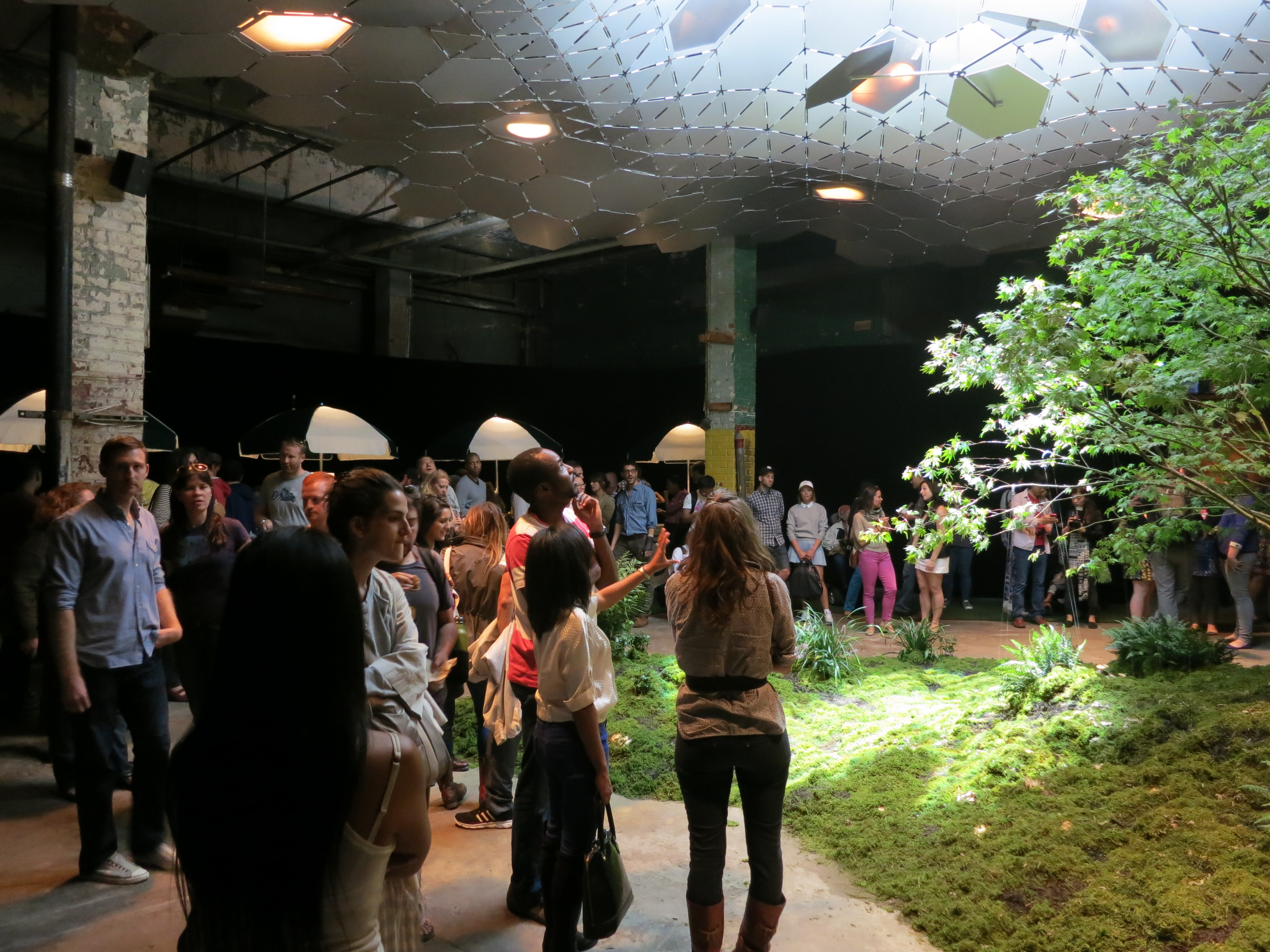
Lowline Tech Demo 2012

پارک لو لاین (به انگلیسی: Lowline) مکانی در نیویورک است که با استفاده از واگن‌های بازسازی شده قدیمی و با نور خورشید از طریق فیبرهای نوری طراحی شده‌است. این پروژه در سال ۲۰۱۱ به عنوان پروژه زیرزمینی Delancey معرفی شد و از آن زمان تا کنون حدود ۱۵۵ هزار دلار برای فناوری خورشیدی این پارک هزینه شده‌است. این پارک در محدوده پل پایانه قطار سابق ویلیامزبرگ در شرق منهتن قرار دارد.
این مکان یکی از بزرگترین مناطق سرسبز نیویورک خواهد بود و بازدیدکنندگان می‌توانند از طریق پله به مکان دسترسی پیدا کنند. هدف از این پروژه فقط ایجاد فضای عمومی نبوده بلکه فناوری برای تغییر شکل شهرها را ارائه می‌کند. علاوه بر مکانی برای استراحت، فعالیت و رویدادهای فرهنگی دیگر مشابه بقیه پارک‌ها نیز در این مکان انجام می‌شود. در پارک لو لاین برخلاف محدودیت‌های زیرزمینی، انواع درختان و گیاهان وجود خواهد داشت.
نور لازم برای گیاهان و روشنایی توسط گیرنده‌های صیقلی از نور خورشید در بالای زمین جمع‌آوری و ذخیره می‌شود. این نور به‌طور مستقیم از طریق فیبرهای نوری به صفحات منعکس‌کننده سقف در زیرزمین منتقل و در فضا تقسیم می‌شود. انتقال این امواج نوری برای عمل فتوسنتز برای رشد گیاهان و درختان بسیار ضروری است. اتمام و افتتاحیه این پروژه سال ۲۰۱۷ خواهد بود.